# Burdick South Peak
Der Burdick South Peak (bulgarisch връх Южен Бурдик wrach Juschen Burdik, deutsch ‚Südliche Burdick-Spitze‘) ist ein 544 m hoher Berg im östlichen Teil der Livingston-Insel im Archipel der Südlichen Shetlandinseln. Er ragt 900 m südsüdwestlich des Burdick Peak, 5,26 km östlich des Sinemorets Hill, 1,5 km nordöstlich des Willan-Nunatak und ebenfalls 1,5 km nordwestlich des Plíska Ridge auf. Der kleine Gipfel ist steilwandig und am Süd- sowie Nordhang zum Teil eisfrei. Mit dem Willan-Nunatak ist er über einen flachen Bergsattel verbunden.
Bulgarische Wissenschaftler nahmen zwischen 1995 und 1996 Vermessungen vor und benannten ihn in Anlehnung an seine geografische Lage zum Burdick Peak. Dessen Namensgeber ist der US-Amerikaner Christopher Burdick († 1831), der als Kapitän des Schoners Huntress aus Nantucket die Südlichen Shetlandinseln zwischen 1820 und 1821 besuchte. Das Advisory Committee on Antarctic Names übertrug 1997 die bulgarische Benennung ins Englische.